# Veteran
En veteran (Latin:Veteranus, afledt af vetus som betyder gammel), er oftest en ældre person med stor erfaring.
I det gamle Rom var det en soldat, hvis tjenestetid var udløbet, og i dag anvendes begrebet om tidligere militærpersoner med lang tjenestetid og baggrund. I Danmark er en veteran i militær sammenhæng defineret som en person, der har som en del af en enhed eller som enkeltperson har været udsendt i mindst en international operation.
Udtrykket anvendes i flere sammenhænge, blandt andet i idrætsverdenen, hvor der foretages en opdeling af deltagerne i veteran-aldersgrupper, som oftest begyndende med personer som er fyldt og over fyrre år, i foreninger for ældre/ gamle motorcykler, biler, traktorer, jernbaner etc.